# Pfarrgasse 12 (Ochsenfurt)

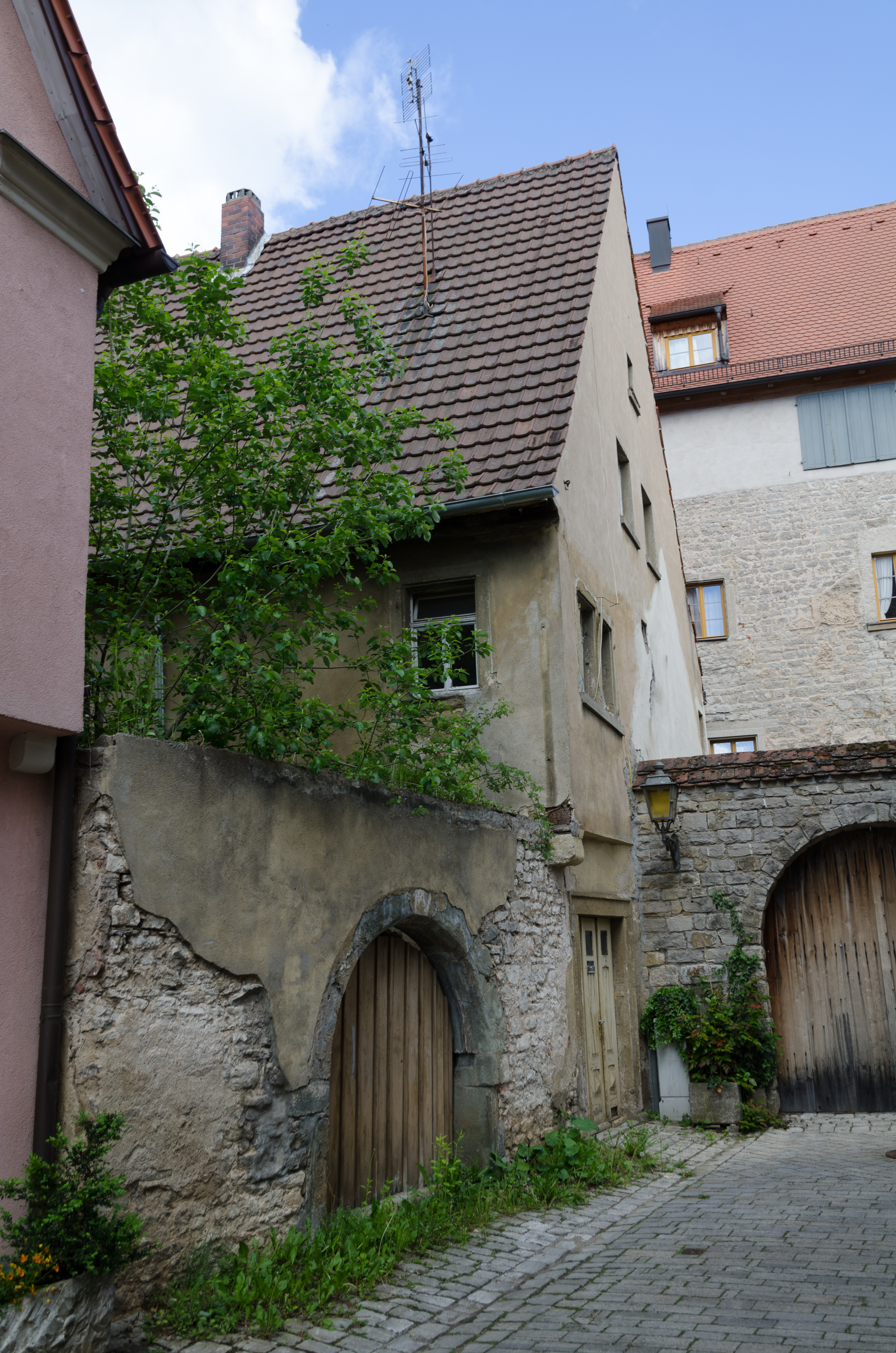
Haus Pfarrgasse 12 in Ochsenfurt

Das Gebäude Pfarrgasse 12 in Ochsenfurt, einer Stadt im unterfränkischen Landkreis Würzburg (Bayern), wurde im 16. bis 18. Jahrhundert errichtet. Das Wohnhaus ist ein geschütztes Baudenkmal. Im Jahr 2014 stand das Gebäude leer und wurde zum Verkauf angeboten.

## Beschreibung
Der zweigeschossige, verputzte Satteldachbau besitzt ein auf Konsolen vorkragendes Fachwerkobergeschoss. Das Hoftor ist aus der Erbauungszeit. Im Inneren sind noch alte Dielenböden und vierfeldrige Holztüren erhalten.